# Beça e Sant Anastasi
Bessa e Sant Anastasía (en francès Besse-et-Saint-Anastaise) és un municipi francès situat al departament del Puèi Domat i a la regió d'Alvèrnia-Roine-Alps. L'any 2007 tenia 1.659 habitants.

## Demografia

### Població
El 2007 la població de fet de Besse-et-Saint-Anastaise era de 1.659 persones. Hi havia 704 famílies de les quals 236 eren unipersonals (94 homes vivint sols i 142 dones vivint soles), 224 parelles sense fills, 199 parelles amb fills i 45 famílies monoparentals amb fills.
La població ha evolucionat segons el següent gràfic:
Habitants censats

### Habitatges
El 2007 hi havia 2.572 habitatges, 729 eren l'habitatge principal de la família, 1.747 eren segones residències i 96 estaven desocupats. 837 eren cases i 1.706 eren apartaments. Dels 729 habitatges principals, 419 estaven ocupats pels seus propietaris, 242 estaven llogats i ocupats pels llogaters i 68 estaven cedits a títol gratuït; 26 tenien una cambra, 85 en tenien dues, 172 en tenien tres, 204 en tenien quatre i 241 en tenien cinc o més. 468 habitatges disposaven pel capbaix d'una plaça de pàrquing. A 390 habitatges hi havia un automòbil i a 246 n'hi havia dos o més.

### Piràmide de població
La piràmide de població per edats i sexe el 2009 era:
| Homes | Edats   | Dones |
| ----- | ------- | ----- |
| 0     | 95 o +  | 4     |
| 0     | 90 a 94 | 0     |
| 8     | 85 a 89 | 12    |
| 8     | 80 a 84 | 0     |
| 32    | 75 a 79 | 44    |
| 36    | 70 a 74 | 56    |
| 44    | 65 a 69 | 40    |
| 40    | 60 a 64 | 52    |
| 36    | 55 a 59 | 44    |
| 92    | 50 a 54 | 72    |
| 80    | 45 a 49 | 68    |
| 64    | 40 a 44 | 56    |
| 52    | 35 a 39 | 88    |
| 60    | 30 a 34 | 44    |
| 40    | 25 a 29 | 48    |
| 60    | 20 a 24 | 36    |
| 68    | 15 a 19 | 32    |
| 44    | 10 a 14 | 44    |
| 44    | 5 a 9   | 40    |
| 40    | 0 a 4   | 36    |

## Economia
El 2007 la població en edat de treballar era de 1.092 persones, 850 eren actives i 242 eren inactives. De les 850 persones actives 815 estaven ocupades (432 homes i 383 dones) i 34 estaven aturades (12 homes i 22 dones). De les 242 persones inactives 103 estaven jubilades, 65 estaven estudiant i 74 estaven classificades com a «altres inactius».

### Ingressos
El 2009 a Besse-et-Saint-Anastaise hi havia 713 unitats fiscals que integraven 1.553,5 persones, la mediana anual d'ingressos fiscals per persona era de 17.172 €.

### Activitats econòmiques
Dels 257 establiments que hi havia el 2007, 2 eren d'empreses extractives, 12 d'empreses alimentàries, 8 d'empreses de fabricació d'altres productes industrials, 13 d'empreses de construcció, 67 d'empreses de comerç i reparació d'automòbils, 6 d'empreses de transport, 50 d'empreses d'hostatgeria i restauració, 4 d'empreses d'informació i comunicació, 5 d'empreses financeres, 21 d'empreses immobiliàries, 18 d'empreses de serveis, 38 d'entitats de l'administració pública i 13 d'empreses classificades com a «altres activitats de serveis».
Dels 58 establiments de servei als particulars que hi havia el 2009, 1 era una oficina d'administració d'Hisenda pública, 1 gendarmeria, 1 oficina de correu, 2 oficines bancàries, 1 funerària, 3 tallers de reparació d'automòbils i de material agrícola, 1 taller d'inspecció tècnica de vehicles, 1 autoescola, 2 paletes, 3 fusteries, 2 lampisteries, 2 electricistes, 2 empreses de construcció, 4 perruqueries, 4 veterinaris, 25 restaurants i 3 agències immobiliàries.
Dels 36 establiments comercials que hi havia el 2009, 1 era un supermercat, 4 botiges de menys de 120 m², 8 fleques, 2 carnisseries, 2 llibreries, 2 botigues de roba, 1 una botiga d'equipament de la llar, 2 botigues d'electrodomèstics, 11 botigues de material esportiu, 1 un drogueria i 2 floristeries.
L'any 2000 a Besse-et-Saint-Anastaise hi havia 59 explotacions agrícoles que ocupaven un total de 3.744 hectàrees.

## Equipaments sanitaris i escolars
Els 2 equipaments sanitaris que hi havia el 2009 eren farmàcies.
El 2009 hi havia 1 escola maternal i 1 escola elemental. Besse-et-Saint-Anastaise disposava d'un col·legi d'educació secundària amb 154 alumnes.

## Poblacions més properes
El següent diagrama mostra les poblacions més properes.